# Euxoa predotae
Euxoa predotae là một loài bướm đêm trong họ Noctuidae.